# 紅船
紅船是指粵劇戲班所乘坐的船。
紅船為18至19世紀，粵劇戲班為於兩廣河道間演出所使用的船隻，據說伶人最初僱用紫洞艇作為戲船，後來加上帆，—-船身繪畫龍鱗菊花圖案，船頭髹成红色，因而稱為紅船。主要用於運載戲班成員和戲箱，兼為戲班成員食宿之所，此類戲班皆稱為紅船戲班。紅船於清中葉集中在瓊花會館附近大基尾水埗頭邊的「瓊花水埗」。
紅船船艙臥鋪分配及工人職責皆有規定，成為日後戲班的基礎。
1854年（咸豐四年），瓊花會館粵劇藝人李文茂等組織三合會、響應太平天國起義，在佛山經堂古寺起義。清政府為此燒毀瓊花會館，解散藝人，禁演粵劇10多年，紅船從此絕跡。
據麥嘯霞在《廣東戲劇史畧》中解釋，“粵劇戲船初用畫舫曰紫洞艇者取其穩定，後改為帆船則欲其迅速也。嘉慶十八年雲台師巡撫江西始制於滕王閣下，最穏亦最速，為當時艨艟之冠，粵伶仿為之，仍沿用‘紅船’之名，後人不知所本，乃誤以‘紅船’為戲船專有之名。”紅船是由滕王閣下所建造，粵劇伶人將它用作戲船，後人不知其源，誤以為紅船為戲船的專有名稱。